# Хабана, Брайан
Брайан Гэри Хабана (англ. Bryan Gary Habana, род. 12 июня 1983 года в Йоханнесбурге, ЮАР) — южноафриканский регбист, выступающий за команды Западной провинции и «Стормерз» в кубке Карри и Супер Регби соответственно, а также за сборную ЮАР, в составе которой Хабана стал чемпионом мира 2007 года. Благодаря восьми попытками, занесённым в матчах мирового первенства, спортсмен повторил рекорд Джона Лому 1999 года и стал одной из главных звёзд турнира. В 2007 году игрок был признан лучшим регбистом года по версии Международного совета регби.
Хабана был назван в честь двух бывших игроков футбольного клуба «Манчестер Юнайтед» Брайана Робсона и Гэри Бейли. Регбист начинал играть на позициях внешнего центрового и полузащитника схватки. Тем не менее, на позиции винга Хабана стал показывать значительно более качественную игру. Ещё до старта выступлений в клубном чемпионате Южного полушария игрок получил приглашение в состав «Спрингбокс». В дебютной игре против англичан Брайан отметился попыткой, которую занёс в результате первого контакта с мячом. Международную известность молодому спортсмену принесла попытка, занесённая в финале Супер 14 2007 года. В итоге его команда «Буллз» обыграла других южноафриканцев «Шаркс» со счётом 20:19.
Хабана является рекордсменом «Спрингбокс» по количеству занесённых попыток. Спортсмен 47 раз поражал зачётную зону соперника.

## Карьера

### Начало
Хабана начал карьеру в команде «Голден Лайонз», образование же получал в школе короля Эдуарда XVII в Йоханнесбурге и университете Ранд Африкаанс (сейчас — университет Йоханнесбурга). Первое появление Хабаны на международной арене состоялось в сезоне 2003/04: игрок выступал за сборную по регби-7 в турнире World Sevens Series. В 2004 году Хабана начал играть в кубке Карри, в результате чего был признан самым перспективным южноафриканцем сезона. В ноябре 2004 года, в возрасте 21 года Брайан провёл первую игру за главную сборную. Африканцы уступили действовавшим чемпионам мира (16:32), однако игрок сумел занести попытку. Через неделю Хабана уже числился в стартовом составе и в качестве игрока основы стал автором двух попыток в гостевом матче против шотландцев. Ещё спустя неделю проходил последний матч сезона против Аргентины. Хабана также проводил матч на левом крыле, но на этот раз попыток не заносил.

### 2005—2006
В 2005 году игрок перешёл в другую региональную команду — «Блю Буллз». Тогда же Брайан начал играть в Супер 12, продолжая выступать за сборную. Первый матч года против Уругвая южноафриканцы выиграли с разгромным счётом 134:3, который стал как их самой крупной победой, так и самым крупным поражением уругвайцев. Хабана занёс две попытки, записав таким образом в актив пять попыток в четырёх играх. После этого ЮАР провели две встречи со сборной Франции, первая закончилась ничьей 30:30, вторую выиграли африканцы — 27:13. Хабана продолжал показывать необычайную результативность, занеся в каждой игре по две попытки. В рамках подготовки к Кубку трёх наций 2005 года регбисты ЮАР дважды сыграли с австралийцами. В первой игре сильнее оказались «Уоллабис», но затем, уже у себя дома «спрингбоки» взяли реванш (33:20). В очередной раз победа ЮАР не обошлась без результативного участия Хабаны.
30 июля Хабана впервые сыграл в Кубке трёх наций. Примечательно, что матч против австралийцев, завершившийся победой хозяев (22:16), проходил на стадионе «Лофтус Версфелд», домашней арене «Буллз». Следующая игра против «Олл Блэкс» также стала победной для африканцев. Ответный матч с «Уоллабис», прошедший в Перте, вновь принёс победу «Спригбокс» (22:19), Хабана записал на счёт две попытки. Четвёртый матч регбисты ЮАР всё же проиграли, тактически и стратегически уступив Новой Зеландии. Тем не менее, Хабане удалось заявить о себе и попасть в число наиболее результативных игроков турнира. «Блю Буллз» вышли в финал кубка Карри, где играли против «Фри Стейт Читаз». Последние, будучи аутсайдерами финала, выиграли встречу, не позволив игроку получить и этот трофей. В ноябре Брайан играл за сборную в матчах с Аргентиной, Уэльсом и Францией. В игре против валлийцев Хабана стал автором двух попыток. По итогам сезона регбист попал в число пяти претендентов на звание лучшего игрока года. Победителем номинации, впрочем, стал новозеландец Дэн Картер, а Хабана довольствовался титулом лучшего игрока ЮАР.
В 2006 году сборная проиграла в четырёх из шести матчей Кубка трёх наций. Имели место поражения и от европейцев: «Спрингбокс» проиграли французам, ирландцам (Хабана занёс попытку) и англичанам. Во второй игре против английской сборной южноафриканцы взяли реванш.

### 2007—2008
В апреле 2007 года Хабана принял участие в показательной стометровой гонке с гепардом. Акция была направлена на актуализацию проблем вида, который в перспективе может подвергнуться угрозе исчезновения. Гепард показал скорость в 70 миль/ч, в то время как Хабана достиг 22 миль/ч.
В финальной игре Супер 14 сезона 2007 года Хабана поспособствовал успеху своей команды, занеся попытку на последней минуте матча. Флай-хав Дерик Хугард с лёгкостью реализовал её, принеся «Буллз» волевую победу над «Шаркс» (20:19). Попытка стала предметом споров между болельщиками обеих команд, так как спорным был сам факт нахождения игрока на поле: проявив грубость в стыке с Перси Монтгомери в начале встречи, Хабана вполне мог быть удалён. Позже спортсмен утверждал, что несмотря на непредумышленный характер его грубого действия, удаление было бы справедливым решением.
Хабана попал в состав сборной, сражавшейся во Франции за кубок мира. В матче против Самоа (59:7) игрок четырежды заносил мяч в зачётную зону соперника. На счету Хабаны числились уже восемь попыток после полуфинала с Аргентиной, что позволило ему достичь упомянутого рекорда Лому. В финальном матче, который южноафриканцы выиграли у английской команды, Хабана также набрал очки. Спортсмен, во время мирового первенства получавший всё новые награды, одну всё же упустил: игрок США Такудзва Нгвенья был признан автором лучшей попытки чемпионата и года. Данное решение было критически встречено в среде болельщиков и экспертов.
Сезон 2008 года спортсмену не удался. Хабана продолжил выступать за сборную, однако его эффективность в составе «Спригбокс» заметно снизилась. За весь год он сумел занести всего две попытки: одну в игре с «Олл Блэкс» (8:19, проигрыш), вторую — англичанам в победном матче (42:6). Сборная с трудом усваивала бессвязную «широкую» модель игры нового тренера Питера де Виллиерса, и игроки задней линии так и не смогли найти стимулы к атаке. Сборная выиграла два из шести матчей Кубка трёх наций, однако в предновогодних тестах не потеряла ни одного очка, обыграв Уэльса, Шотландию и Англию.

### 2009—2012
В 2009 году Хабана выступал в матчах Супер 14 с переменным успехом. Игра регбиста в атаке была недостаточно агрессивной, но в защите спортсмен играл уверенно. При этом к концу сезона он вновь обрёл чутьё нападающего и стал вторым игроком сезона по количеству попыток — Хабана совершил результативное действие 8 раз. Реабилитация Брайана помогла «Буллз» стать лучшей клубной командой Южного полушария.
Турне британской сборной команды «Британские и ирландские львы» в ЮАР стало одним из ключевых моментов карьеры Хабаны. В первом матче наблюдалась упорная борьба, и победа досталась хозяевам (26:21). В той игре регбист не продемонстрировал свои лучшие качества. Во второй встрече мотивированные поражением «Лайонз» вели со счётом 19:8 за 20 минут до окончания второго тайма. Тогда Хабана, прорвавшись сквозь оборону британцев, занёс одну из лучших своих попыток. В результате «Спрингбокс» снова выиграли. Исход матча решил пенальти, забитый одноклубником Хабаны, Морне Стейном с 53 метров. Третью игру Хабана пропустил, а его команда проиграла (9:28). По сумме встреч победа в серии досталась южноафриканцам, отомстившим гостям за поражение в аналогичной серии 1997 года.
После игр с «Лайонз» начался сезон Кубка трёх наций. Тактическая ситуация в розыгрыше требовала от ЮАР победы над «Олл Блэкс» в матче второго тура. Африканцы добились необходимого результата (22:16) в Блумфонтейне, а через неделю играли с тем же соперником в Дурбане. Второй матч стал пятидесятой тестовой игрой Хабаны в регбийке «Спрингбокс». Сборная вновь праздновала победу (31:19), причём все очки южноафриканцев были заработаны силами Морне Стейна. Так, сборная впервые за 33 года смогла выиграть у Новой Зеландии два домашних матча подряд (в 1976 году африканцы выиграли 3 из 4 домашних матчей с «Олл Блэкс»). Следующий матч прошёл в Кейптауне, хозяева встречали австралийцев и опять победили (29:17). Сборная ЮАР выиграла все домашние встречи Кубка — этого не происходило с сезона 2005 года. Сейчас же команда получила возможность бороться за титул, отсутствовавший в коллекции южноафриканцев с 2004 года. Для Хабаны же титул чемпиона трёх наций мог стать первым в карьере, зато в случае успеха игрок собрал бы полную коллекцию трофеев профессионального регби Южного полушария. Первый гостевой матч в Перте «спригбоки» тоже выиграли (32:25), Хабана стал автором 2 из 4 попыток своей команды. Спустя семь дней в Брисбене прошёл очередной матч Кубка, в котором африканская сборная потерпела первое поражение в розыгрыше (6:21). Хабана играл достаточно хорошо, предотвратил вероятную попытку Лачи Тёрнера, но к перерыву покинул поле из-за травмы. У главного соперника — Новой Зеландии — появился шанс на победу в турнире. К первой игре в Новой Зеландии Хабана восстановился и вместе с коллегами принёс ЮАР кубок, обыграв оппонентов (32:29).
5 декабря Хабана сыграл за международную сборную «Барберианс» на левом крыле. В матче против «Олл Блэкс» южноафриканец занёс три попытки. Новозеландцы же впервые за 2 года проиграли в Северном полушарии.
Герой предыдущего чемпионата мира вместе с партнёрами защищал титул в 2011 году. Первая встреча ЮАР принесла им победу над Уэльсом (17:16), попытками отметились Стейн и Хоугард. Затем африканцы переиграли Фиджи, Намибию и Самоа. Именно в матче против самоанцев Хабана заработал попытку, причём игрок сделал это на девятой минуте встречи. Однако действующие чемпионы покинули розыгрыш уже в четвертьфинале, проиграв Австралии (9:11).
В 2012 году спортсмен провёл два июньских матча против англичан и пять тестовых встреч в рамках Чемпионата регби. В игре с аргентинцами Брайан трижды поражал зачётную зону. На его счету есть попытки в домашнем и гостевом матчах со сборной Новой Зеландии.
Игрок стал автором лучшей попытки в 2012 году.

### Игра на клубном уровне
В 2009 году Хабана совершил переход из «Блю Буллз» в сборную Западной провинции, совпавший со сменой «Буллз» на «Стормерз». Спортсмен играл в финале 2010 года, где его команда уступила. В 2010 и 2012 годах Хабана боролся за победу в финале кубка Карри. Успехом увенчалась лишь вторая попытка.

## Достижения
«Блю Буллз»
- Кубок Карри: 2009

«Буллз»
- Супер Регби: 2007, 2009

Сб. Западной провинции
- Кубок Карри: 2012

Сборная ЮАР
- Чемпионат мира: 2007
- Кубок трёх наций: 2009

Регбийные награды ЮАР
- Игрок года по версии Южноафриканского регбийного союза: 2005, 2007 и 2012
- Попытка года по версии Supersport: 2007[9], 2012

Международные регбийные награды
- Игрок года по версии IRB: 2007
- Попытка года по версии Международной ассоциации регбистов: 2012[10]